# Четврта земаљска конференција КПЈ
Четврта земаљска конференција Комунистичке партије Југославије одржана је 24. и 25. децембра 1934. у Љубљани у Трдиновој улици бр. 8, у стану Ане Зихерл, мајке Бориса Зихерла. Конференцији је присуствовало осам делегата партијских организација из Србије, Хрватске, Словеније, Далмације, Црне Горе и три делегата у име Централног комитета КПЈ (Камило Хорватин, Благоје Паровић и Карло Худомаљ).

## Рад Конференције
На Конференцији су разматрана основна питања партијске политике и делатности, посебно искуства из партијског рада и борбе након упостављања Шестојануарске диктатуре 1929, извршена критичка анализа активности КПЈ, политичких грешака и секташких превирања између 1929. и 1931, као и грешака и слабости Привременог руководства и Централног комитета КПЈ. Биле су усвојене резолуције о раду у синдикатима, на селу, међу национално обесправљеним масама, с омладином, о партијској штампи и литератури и о борби против империјалистичког рата.
Оценивши да се криза Шестојануарског режима све више продубљује и да се међу грађанским круговима очитује тежња да излаз из кризе потраже у ослањању на фашистичке државе, на конференцији је био истакнут захтев за одлучнију борбу КПЈ против фашизма и, мада не сасвим јасно, постављен задатак формирања антифашистичког фронта, схваћеног у бити као јединствени фронт радника, сељака и национално угњетених маса. Држећи се и даље концепције о двема етапама револуције, решење националног питања у Југославији повезивало се са стварањем, у револуционарној борби, независних националних држава, премда је изостало подсећање на визију балканске федерације совјетских социјалистичких република.
На основи сугестије Коминтерне, да се у организационом устројству КПЈ узме у обзир национални моменат, на Конференцији је донесена одлука да се у оквиру КПЈ створе комунистичке партије Хрватске и Словеније, а „у најближој будућности и Македоније“. У образложењу такве одлуке истицало се да је то у интересу јачања борбе против националистичких утицаја, „подизања привлачности партије за радне масе поталчених народа“ и остало.
На конференцији је био изабран Централни комитет од дванаест чланова и девет кандидата. У Политбиро ЦК КПЈ били су изабрани Милан Горкић, Јосип Броз Тито, Благоје Паровић, Камило Хорватин и Адолф Мук.

## Последице
Четвртом земаљском конференцијом био је приведен крају процес организационе обнове КПЈ, потресене Шестојануарском диктатуром. Само одржавање Конференције у Југославији, а не у иностранству показало је да се КПЈ углавном опоравила од прогона за време диктатуре. Упркос томе, прогони комуниста у земљи су још увек трајали, али с мањим интензитетом.
Нова политичка платофрма КПЈ на Конференцији није била у потпуности обликована. Усвојена концепција организовања антифашистичког фронта још је увек била уска и недоследна, задржан је став о националном питању чије се решење везивало за разбијање Југославије и стварање независних националних држава. Иако су уочене многе негативне последице избивања ужег партијског руковоства изван Југославије, Конференција се није одлучније изјаснила за његов повратак у земљу.